# Gérard Locardi
Gérard Locardi est un peintre français né dans le 9e arrondissement de Paris le 15 janvier 1913 et mort dans le 4e arrondissement de Marseille le 12 avril 1998.

## Biographie
À l'académie libre de la Grande Chaumière à Paris, il est l'élève d'Othon Friesz et de Mac-Avoy pour la peinture ainsi que de Charles Despiau pour la sculpture.
Il est essentiellement peintre de sujets antiques, de groupes de nus féminins.

## Œuvres
Deux de ses œuvres sont exposées à la chapelle de la Charité à Carpentras.
Il est également représenté au musée Cantini de Marseille (Visage, huile sur papier).